# John Macpherson
John Macpherson, 1er baronnet (1745 - 12 janvier 1821), est un administrateur britannique en Inde. Il est gouverneur général par intérim des Indes de 1785 à 1786.

## Biographie

### Jeunesse
Macpherson est né en 1745 à Sleat dans l'île de Skye, où son père, John Macpherson (1713-1765), est ministre.
Sa mère Janet, est la fille de Donald Macleod de Bernera. Son père, fils de Dugald Macpherson, ministre de Duirinish, s'est distingué dans les lettres classiques à l'Université d'Aberdeen (MA 1728 et DD 1761), et est ministre de Barra dans le presbytère d'Uist (1734–42) et de Sleat (1742– 65). Il publie Critical Dissertations on the Origin, Antiquities, Language, Government, Manners, and Religion of the Ancient Caledonians, their Posterity, the Picts, and the British and Irish Scots, Londres, 1768, et paraphrase le Cantique de Moïse en vers latins dans Magazine écossais, vol. je. ix. xi. Il soutient l'authenticité des poèmes attribués à Ossian, et Samuel Johnson déclare que ses vers latins lui font honneur. Martin Macpherson (1743–1812), le fils aîné du Dr Macpherson, lui succède à Sleat et gagne l'estime du Dr Johnson lorsque le médecin visite les hautes terres.
John, le fils cadet, fait ses études au King's College d'Aberdeen et à l'Université d'Édimbourg.

### Premiers voyages en Inde
En mars 1767, il s'embarque pour l'Inde, nominalement en tant que commissaire d'un navire des Indes orientales, commandé par son oncle maternel, le capitaine Alexander Macleod. Macpherson arrive à Madras, où il est présenté à Mohammed Ali, Nawab du Carnatic. Ce dernier, dont les affaires sont en grand désordre, a emprunté de grosses sommes d'argent à fort intérêt aux fonctionnaires de la Compagnie des Indes orientales à Madras. Pressé par ses créanciers, il confie à Macpherson une mission secrète en Grande-Bretagne, dans le but de faire des représentations en son nom auprès du gouvernement du pays. Macpherson arrive en Grande-Bretagne en novembre 1768. Il a plusieurs entretiens avec le premier ministre, Augustus FitzRoy, 3e duc de Grafton, qui envoie finalement John Lindsay, en tant qu'envoyé extraordinaire du roi, pour effectuer un règlement des revendications du Nawab. Cette commission étant nouvelle et injustifiable, la société proteste et Lindsay est rappelé.
Macpherson retourne en Inde en janvier 1770 avec le poste d'écrivain au service de la compagnie. Il reste six ans à Madras occupé à des travaux administratifs. Il renoue aussi avec le nabab, auquel, comme il l'avoue lui-même, il procure parfois des prêts d'argent. En 1776, George Pigot, 1er baron Pigot, gouverneur de Madras, obtient une lettre adressée au nabab par Macpherson, dans laquelle des détails sont donnés concernant la mission de ce dernier en Grande-Bretagne. Le journal contient des réflexions sévères sur l'action de l'entreprise et indique que Macpherson s'est engagé dans un complot visant à monter le gouvernement local contre eux. Il est donc licencié du service. Il retourne en Grande-Bretagne en 1777, après s'être préalablement muni de nouvelles dépêches du nabab pour le gouvernement.
Macpherson reste en Angleterre pendant quatre ans. D'avril 1779 à mai 1782, il siège à la Chambre des communes pour Cricklade et est l'un des six députés soupçonnés d'avoir reçu un salaire du nabab d'Arcot en échange d'un soutien à ses demandes.

### Carrière en Inde
Macpherson fait appel devant le tribunal des directeurs contre sa destitution par le conseil de Madras. Les premiers n'étaient nullement satisfaits des intrigues auxquelles se livraient leurs serviteurs dans le Carnatic, et le réintègrent. En janvier 1781, cependant, avant de pouvoir retourner à Madras, il est nommé par Lord North, dont il a soutenu le gouvernement, à un siège du Conseil suprême du Bengale laissé vacant par Richard Barwell (en). La nomination est sévèrement critiquée en public et en 1782, un comité de la Chambre des communes déclare que la conduite passée de Macpherson en soutenant les prétentions du nabab a eu tendance à mettre en danger la paix de l'Inde.
Macpherson mène une opposition régulière mais inintelligente aux mesures de Warren Hastings pendant les dernières années du mandat de ce gouverneur général.
En février 1785, en tant que membre le plus ancien du conseil, il devient gouverneur général à la démission de Hastings. En raison de la guerre longue et désespérée dans laquelle les Britanniques se sont engagés, il trouve les finances en grand désordre.
Macpherson commence par utiliser l'argent réel du Trésor pour payer les troupes, qui sont au bord de la mutinerie. Tous les autres paiements sont effectués sous forme d'obligations portant intérêt à huit pour cent par an jusqu'au rachat. Des réductions énergiques sont faites dans les dépenses publiques, le plus grand soin est exercé sur la collecte des impôts, et en douze mois, suffisamment de liquidités ont été accumulées pour rembourser la totalité de la nouvelle dette papier, en plus de couvrir les dépenses ordinaires du gouvernement. À la fin de son administration, Macpherson peut se vanter d'avoir réduit ses dépenses d'une somme importante de 1 250 000 £ (375 000 000 £ en 2009). Il faut cependant se rappeler que pendant son mandat aucune guerre n'a eu lieu; et ses réalisations financières sont surtout dues aux suggestions d'un subordonné, Jonathan Duncan. Macpherson n'a d'ailleurs rien fait pour arrêter la corruption grossière à laquelle se livrent les dirigeants de l'entreprise, et Lord Cornwallis, un critique impartial, dénonce son gouvernement comme « un système du plus sale jobbery ».
Peu de temps après l'accession de Macpherson au pouvoir suprême, le chef Mahratta, Maharaja Mahdoji Sindia, ayant obtenu le contrôle de Shah Alum, empereur titulaire des Indes, exige des Anglais une somme de 4 000 000 £ (1,2 milliard £ en 2009). comme arriérés du tribut promis par eux à l'empereur en 1765. Macpherson répond en demandant un retrait immédiat et un désaveu de la revendication, menaçant de guerre si elle se répétait. Pour se prémunir davantage contre l'ambition de Sindia, il établit Charles Malet comme envoyé anglais à Poonah, la capitale reconnue de la confédération Mahratta. En 1786, les Mahrattes déclarent la guerre à Tipu, sultan de Mysore. Macpherson leur offre l'aide de trois bataillons à employer dans la défense des territoires Mahratta. L'offre n'est pas acceptée pendant le mandat de Macpherson et est retirée par son successeur.
Macpherson préside à l'acquisition et la fondation de Penang, nommant Francis Light comme administrateur, en juin 1786.
Macpherson est créé baronnet le 10 juin 1786 et remplacé, à son grand mécontentement, par Lord Cornwallis en septembre, après quoi il retourne en Grande-Bretagne.
Ses amis se sont efforcés de montrer que la durée légale du poste de gouverneur général est de cinq ans et que la destitution de Macpherson, sauf pour inconduite, après seulement vingt mois est une injustice. La revendication, pour laquelle il n'y a aucun fondement, est ignorée, et Macpherson s'efforce alors d'obtenir de Dundas la promesse de succéder à Lord Cornwallis, ou en tout cas, un retour à son ancienne place au conseil du Bengale. Cela aussi est refusé. Le seul objectif de Macpherson en harcelant le gouvernement avec ces demandes est d'obtenir une bonne compensation pécuniaire, et lorsque ses chances d'occuper un poste deviennent tout à fait désespérées, il demande au tribunal d'administration une pension de 2000 £ par an. Après un certain délai, il obtient une somme de 15 301 livres 7 shillings, payable en trois versements entre le 1er mars 1789 et le 1er mars 1790. En juin 1809, il obtient en outre une pension de 1 000 £ par an en échange de la cession à la société d'une créance de 10 000 £ (3 M£ en 2009) sur le nabab d'Arcot.

### Carrière politique
En 1788, Macpherson est de nouveau élu à la Chambre des communes pour Cricklade, mais est démis de ses fonctions pour corruption à la demande de son adversaire, Samuel Petrie, et reçoit une amende d'un montant de 3 000 livres. Il rejoint alors l'opposition whig et est jusqu'en 1802 en relations proches avec le prince de Galles.
En 1789, il visite Florence, où son avis est demandé par le Grand-Duc Léopold sur les questions financières et administratives. Lorsque Léopold devient empereur en 1790, il lui rend visite à Vienne.
Il obtient un siège à Horsham en septembre 1796 et reste élu jusqu'en juin 1802.
En 1806, dans une discussion sur les affaires indiennes, Whitshed Keene, député de Montgomery, profite de l'occasion pour censurer ses relations avec le nabab d'Arcot. Macpherson répond aux accusations implicites dans une lettre ouverte à Whitshed Keene, Esq., MP, datée du 31 mai 1806. Il déclare qu'en 1777, grâce à son intimité avec le nabab, il a pris connaissance des ouvertures secrètes faites à ce prince par la France, dont la révélation a été d'un grand service au gouvernement britannique. Il ajoute également que ses créances sur le nabab sont toujours impayées.
Macpherson meurt célibataire, à Brompton Grove, le 12 janvier 1821.